# Namje-dong
Namje-dong (koreanska: 남제동) är en stadsdel i staden Suncheon i provinsen Södra Jeolla i den södra delen av Sydkorea, 295 km söder om huvudstaden Seoul.